# Le Figurant
Pour plus de détails, voir Fiche technique et Distribution.
Le Figurant (Spite Marriage) est un film américain de Edward Sedgwick et Buster Keaton sorti en 1929.

## Synopsis
Elmer, un modeste responsable d'un commerce de nettoyage à sec, est fasciné et tombe amoureux de la vedette de théâtre Trilby. Il va la voir à chaque représentation. Un quiproquo l'amène à remplacer un acteur de la pièce et, incidemment, les catastrophes se succèdent sur scène, mais cela permet au moins à Elmer de s'approcher de son idole. Pour rendre jaloux l'acteur dont elle est amoureuse, Lionel, une Trilby pas tout à fait elle-même épouse Elmer.
Les agents de Trilby, pour sauver la situation, tentent d'expliquer la bévue à Elmer mais il ne veut rien entendre.
Pris dans un autre quiproquo, Elmer échoue sur un bateau à la dérive sur lequel se trouve aussi Trilby qui y a été abandonnée par Lionel. Des pirates s'emparent du bateau et emprisonnent Elmer. Celui-ci va éliminer un par un les bandits et sauver Trilby, qui tombe ainsi amoureuse de lui.

## Fiche technique
- Titre : Le Figurant
- Titre original : Spite Marriage
- Réalisation : Edward Sedgwick, Buster Keaton (non mentionné au générique)
- Scénario : Robert Hopkins (intertitres), Lew Lipton (histoire), Ernest Pagano (adaptation), Richard Schayer
- Image : Reggie Lanning
- Montage : Frank Sullivan
- Direction artistique : Cedric Gibbons
- Production : Buster Keaton et Edward Sedgwick pour la MGM
- Pays de production : États-Unis
- Durée : 73 minutes
- Format : Noir et blanc - film muet
- Date de sortie :
  - États-Unis : 6 avril 1929

## Distribution
- Buster Keaton : Elmer Edgemont
- Dorothy Sebastian : Trilby Drew
- Edward Earle : Lionel Benmore
- Leila Hyams : Ethyl Norcrosse

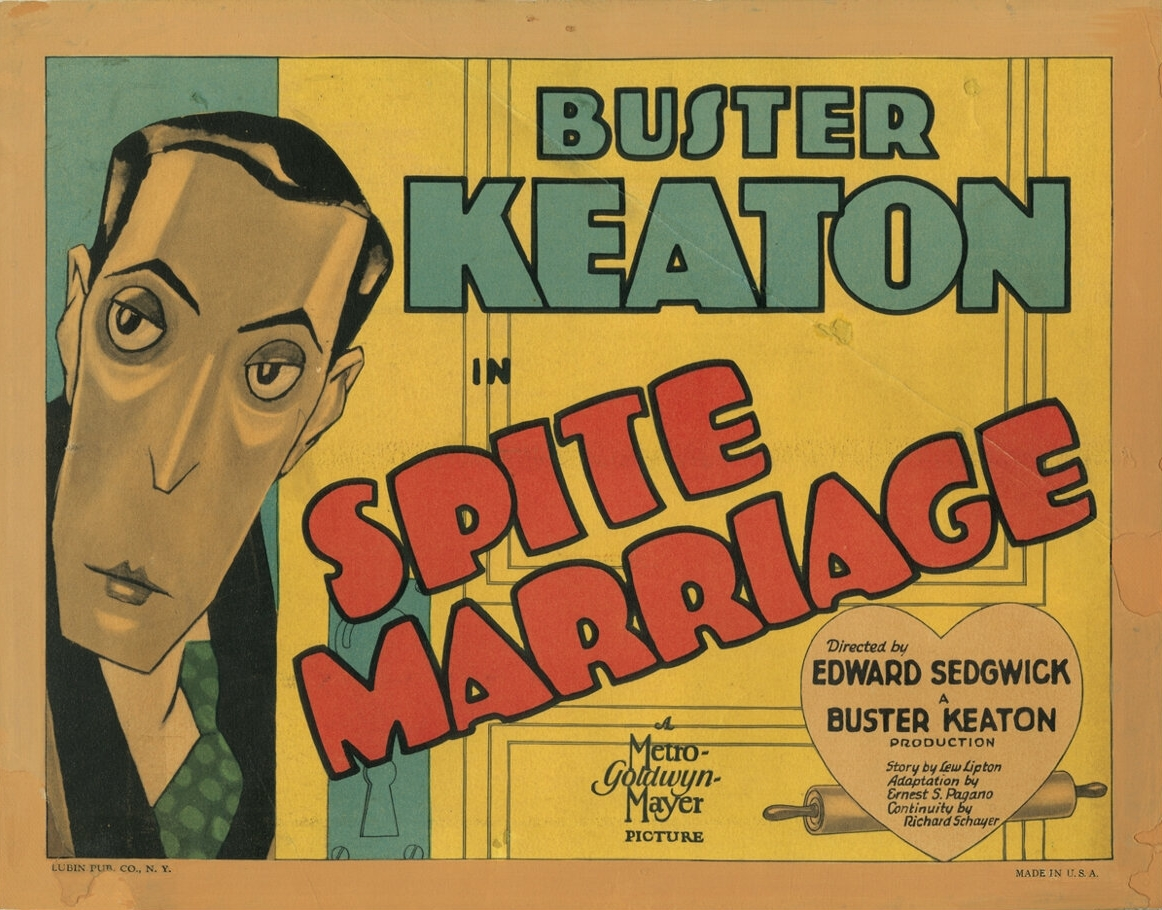
Carte promotionnelle du film.

- William Bechtel : Frederick Nussbaum
- Hank Mann : le régisseur
- Joe Bordeaux : figuration (non crédité)

## Autour du film
- Le titre Spite Marriage signifie "mariage par dépit".
- Noter une scène mémorable, celle où Elmer tente de mettre au lit sa (nouvelle) femme, Trilby, totalement saoule, en évitant à tout prix de trop la toucher.